# Roman Marko
Roman Marko (4. září 1986) je bývalý slovenský basketbalový reprezentant, který vlastní i český pas, hrál českou Národní basketbalovou ligu a nyní pracuje jako generální manažer klubu Basket Brno. Hrál na pozici rozehrávače. Je vysoký 192 cm, váží 92 kg.

## Kariéra
- 2006 - 2007: A Plus OHL ŽS Brno BC
- 2007 - 2009: USK Praha
- 2009 - 2012: BC Kolín
- 2012 - 2017: BK Prostějov
- 2018 - 2021: DEKSTONE Tuři Svitavy
- 2021 - 2022: Basket Brno

## Statistiky
| Sezóna   | Soutěž      | Odehrané minuty | Průměr na zápas | Body | Průměr na zápas |
| -------- | ----------- | --------------- | --------------- | ---- | --------------- |
| 2005/06  | Mattoni NBL | 94,2            | 8,6             | 17   | 1,5             |
| 2006/07* | Mattoni NBL | 152,8           | 10,2            | 34   | 2,3             |
| 2007/08* | Mattoni NBL | 735,6           | 15,3            | 237  | 4,9             |

```
*Po sezoně 2007/2008 
```